# 许慎墓
许慎墓位于河南省漯河市召陵区姬石乡许庄村东土岗上。为东汉时期著名经学家、文字学家许慎之墓。东南3公里为汉召陵故城，西1公里为沙河。墓冢高5米，周长33米，墓前立有清顺治十三年（1656年）郾城县知县荆其惇重修墓碑、康熙四十六年（1707年）知县温德裕立《汉孝廉许公之墓》碑和光绪二年（1876年）知县王凤森撰文并立《许夫子从祀文庙记碑》。其子许冲墓在许庄村西北。该村北原有许慎故祠，已废。

## 发展
依托许慎墓建设了许慎文化园，全园占地150余亩。2014年4月，许慎文化园成为国家4A级景区。